# 弗朗西斯科·苏亚雷斯

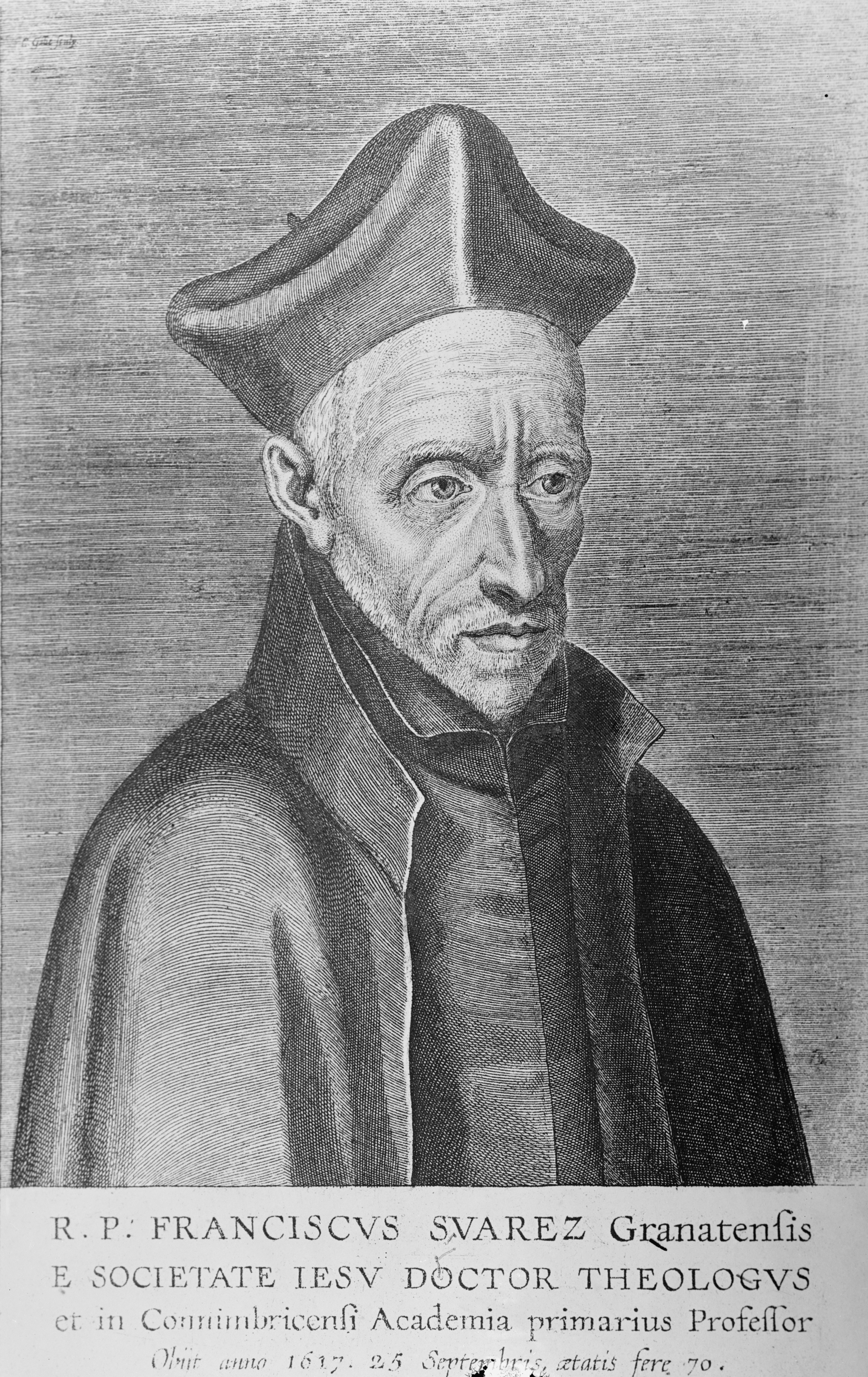
弗朗西斯科·苏亚雷斯

弗朗西斯科·苏亚雷斯（西班牙語：Francisco Suárez，1548年1月5日—1617年9月25日），西班牙耶稣会神父、哲学家、神学家，萨拉曼卡学派主要人物之一，被认为是继托马斯·阿奎纳之后最为重要的经院派哲学家，对后世哲学产生重要影响。